# Alberto Schilling
Alberto Ernesto Schilling Redlich (21 de septiembre de 1966) es un ingeniero comercial y empresario chileno, actual gerente general del Banco Bice.
Nació del matrimonio conformado por el médico osornino Erich Schilling Fuchslocher e Ingrid Redlich Maier.
Estudió ingeniería comercial en la Universidad de Chile y tempranamente prestó labores en las unidades financieras de la familia Matte. Así, ocupó la gerencia de la banca de inversiones de Bice Chileconsult y la gerencia de Inversiones del Banco Bice.
Posteriormente se desempeñó como gerente de la división corporativa de la última entidad, cargo que dejó en abril de 2011 para asumir como gerente general en reemplazo de René Lehuedé.
Contrajo matrimonio con Martina Möller Klocker, con quien tuvo tres hijos: Michael, Irina y Federico.